# Digging in the Dirt
Digging in the Dirt è un singolo del musicista britannico Peter Gabriel pubblicato nel 1992 ed estratto dall'album Us.

## Il brano
Il brano rappresenta un'esplorazione della vita personale di Peter Gabriel all'epoca, in cui affrontava per esempio la fine della sua relazione con Rosanna Arquette, il suo desiderio di riprendere il rapporto con sua figlia e la ricerca di guarire le ferite attraverso la terapia.
Il videoclip del singolo è diretto da John Downer e Gabriel torna a utilizzare la tecnica del passo uno come già fatto per Sledgehammer e Big Time, dopo aver sperimentato la Computer grafica in Steam. 
Il video mostra Peter Gabriel steso sul terreno mentre viene ricoperto dalla crescita di piante e foglie, oppure mentre animali e insetti gli strisciano sopra, fino ad essere sepolto vivo dal terreno stesso. In altre scene lo si vede preda di scariche di rabbia, per esempio mentre cerca di schiacciare una vespa. Il videoclip vinse il Grammy Award for Best Short Form Music Video nel 1993.

## Formazione
- Manu Katché – batteria
- Tony Levin – basso
- David Rhodes – chitarra
- Leo Nocentelli – chitarra Epiphone
- Richard Blair e David Bottrill – programmazioni
- Babacar Faye – Djembe
- Hossam Ramzy – Surdo
- Assane Thiam – Tama
- PG – tastiere
- Peter Gabriel – voce, CMI, sintetizzatore, Sequential Circuits Prophet-5, Linn LM-1
- Peter Hammill, Richard Macphail, Ayub Ogada – cori[3].

## Versioni
- 1992 – Peter Gabriel, Digging in the Dirt, 45gg, Real World, Virgin Real World Records – PGS 712, Virgin – 615 504, Regno Unito, prodotto da Lanois, Bottrill, Gabriel[4]. Questa versione contiene i brani seguenti:

1. "Digging in the Dirt (LP Version)" — 5:16
2. "Digging in the Dirt (instrumental)" — 5:10
3. "Quiet Steam" — 6:25
4. "Bashi-Bazouk" — 4:47.

Questa edizione è disponibile anche su CD singolo maxi.
- 1992 – Peter Gabriel, Digging in the Dirt, 45gg, Geffen Geffen Records – GEFS7-19136, USA, prodotto da Lanois, Bottrill, Gabriel[6]. Questa versione contiene i brani seguenti:

1. "Digging in the Dirt (LP Version)" — 5:16
2. "Quiet Steam" — 6:25.